# Eumorphus
Eumorphus es un género de coleóptero de la familia Endomychidae.

## Especies
Las especies de este género son:
- Eumorphus alboguttatus
- Eumorphus assamensis
  - Eumorphus assamensis assamensis
  - Eumorphus assamensis subguttatus
  - Eumorphus assamensis subsinuatus
- Eumorphus austerus 
  - Eumorphus austerus austerus
  - Eumorphus austerus indianus
- Eumorphus bicoloripedoides
- Eumorphus bipunctatus
  - Eumorphus bipunctatus bipunctatus
  - Eumorphus bipunctatus crucifer
  - Eumorphus bipunctatus mirus
- Eumorphus bulbosus
  - Eumorphus bulbosus arrowi
  - Eumorphus bulbosus bulbosus
- Eumorphus carinatus
- Eumorphus coloratus
  - Eumorphus coloratus coloratus
  - Eumorphus coloratus vitalisi
- Eumorphus columbinus
- Eumorphus constrictus
- Eumorphus costatus
- Eumorphus cryptus
- Eumorphus csikii
- Eumorphus cyanescens
  - Eumorphus cyanescens cyanescens
  - Eumorphus cyanescens thomsoni
- Eumorphus dehaani
- Eumorphus depressus
- Eumorphus dilatatus
  - Eumorphus dilatatus dilatatus
  - Eumorphus dilatatus turritus
- Eumorphus drescheri
- Eumorphus eburatus
  - Eumorphus eburatus eburatus
  - Eumorphus eburatus guerini
- Eumorphus elegans
- Eumorphus eurynotus
- Eumorphus felix
- Eumorphus festivus
- Eumorphus fraternus
- Eumorphus fryanus
  - Eumorphus fryanus fryanus
  - Eumorphus fryanus quadripustulatus
- Eumorphus helaeus
- Eumorphus hilaris
- Eumorphus inflatus
- Eumorphus insignis
- Eumorphus leptocerus
- Eumorphus longespinosus
- Eumorphus lucidus
- Eumorphus macrospilotus
- Eumorphus marginatus
- Eumorphus micans
- Eumorphus minor
- Eumorphus murrayi
  - Eumorphus murrayi carinensis
  - Eumorphus murrayi murrayi
- Eumorphus ocellatus
- Eumorphus oculatus
- Eumorphus panfilovi
- Eumorphus parvus
- Eumorphus politus
- Eumorphus productus
- Eumorphus purpureus
- Eumorphus quadriguttatus
  - Eumorphus quadriguttatus andamanensis
  - Eumorphus quadriguttatus convexicollis
  - Eumorphus quadriguttatus pulchripes
  - Eumorphus quadriguttatus quadriguttatus
- Eumorphus quadrinotatus
- Eumorphus sanguinipes
- Eumorphus simplex
  - Eumorphus simplex erythromerus
  - Eumorphus simplex simplex
- Eumorphus staudingeri
- Eumorphus subsinuatus
- Eumorphus sybarita
  - Eumorphus sybarita consobrinus
  - Eumorphus sybarita sybarita
- Eumorphus tetraspilotus
- Eumorphus trabeatus
- Eumorphus tumescens
- Eumorphus wegneri
- Eumorphus westwoodi